# Llenguatge planer
|  | No s'ha de confondre amb Llengua familiar. |

El llenguatge planer, també denominat llenguatge clar, llenguatge senzill o llenguatge ciutadà, és un estil d'escriure simple i eficient que permet als lectors comprendre fàcilment el text escrit. Es basa en l'ús d'expressions concises i clares, una estructura lingüística ordenada i un bon disseny del document.
El moviment a favor del llenguatge planer neix als Estats Units cap a la dècada dels 70. S'entén com un moviment de renovació en la redacció que pretén sobretot aconseguir la comprensibilitat del llenguatge administratiu i jurídic.
Daniel Cassany i Cristina Gelpí ofereixen en respectius articles publicats a la revista Clarity una panoràmica de la situació del llenguatge planer a Espanya i a les comunitats autònomes amb altres llengües oficials.